# 2024年6月中國大陸

## 6月27日
- 中共中央總書記習近平主持召開中共中央政治局會議，開除涉及火箭軍貪腐案的前中央軍委委員兼國防部長魏鳳和、李尚福的黨籍，並終止二人的中共二十大代表資格，移送軍事檢察機關起訴[1]。